# Nadija Kolb
Nadija Leonidiwna Kolb (ukrainisch Надія Леонідівна Колб, engl. Transkription Nadiya Kolb; * 19. Januar 1993) ist eine ukrainische Tennisspielerin. Ihre jüngere Schwester Maryna ist ihre regelmäßige Doppelpartnerin.

## Karriere
Nadija Kolb begann mit sieben Jahren das Tennisspielen und bevorzugt Sandplätze. Sie spielt überwiegend auf Turnieren der ITF Women’s World Tennis Tour, wo sie zusammen mit ihrer jüngeren Schwester Maryna bereits zehn Titel im Doppel gewann.

## Turniersiege

### Doppel
| Nr. | Datum              | Turnier       | Kategorie   | Belag             | Partnerin   | Finalgegnerinnen                               | Ergebnis          |
| --- | ------------------ | ------------- | ----------- | ----------------- | ----------- | ---------------------------------------------- | ----------------- |
| 1.  | 12. September 2015 | Prag          | ITF $10.000 | Sand              | Maryna Kolb | Tina Tehrani Karolina Wlodarczak               | 6:4, 6:2          |
| 2.  | 1. Oktober 2016    | Chișinău      | ITF $10.000 | Sand              | Maryna Kolb | Weronika Kapschaj Anhelina Schachrajtschuk     | 5:7, 7:5, [10:6]  |
| 3.  | 30. September 2017 | Kiew          | ITF $15.000 | Sand              | Maryna Kolb | Martina Colmegna Michele Zmau                  | 6:2, 4:6, [13:11] |
| 4.  | 25. November 2017  | Minsk         | ITF $15.000 | Hartplatz (Halle) | Maryna Kolb | Manon Arcangioli Alena Tarassowa               | 5:7, 6:4, [10:7]  |
| 5.  | 29. September 2018 | Tschornomorsk | ITF $15.000 | Sand              | Maryna Kolb | Alexandra Perper Anastasia Vdovenco            | 6:4, 6:4          |
| 6.  | 20. August 2022    | Bydgoszcz     | ITF W15     | Sand              | Maryna Kolb | Walerija Oljanowskaja Stefania Rogozińska Dzik | 6:4, 1:6, [10:7]  |
| 7.  | 24. September 2022 | Ceuta         | ITF W15     | Hartplatz         | Maryna Kolb | Lucia Llinares Domingo Olga Parres Azcoitia    | 6:4, 6:2          |
| 8.  | 24. Juni 2023      | Danzig        | ITF W15     | Sand              | Maryna Kolb | Gina Feistel Marcelina Podlińska               | 6:0, 6:1          |
| 9.  | 13. Oktober 2023   | Sevilla       | ITF W25     | Sand              | Maryna Kolb | Cristina Dinu Sapfo Sakellaridi                | 6:1, 6:1          |
| 10. | 21. Oktober 2023   | Faro          | ITF W25     | Hartplatz         | Maryna Kolb | Diāna Marcinkēviča Sapfo Sakellaridi           | 6:4, 6:3          |